# Chile na Letních olympijských hrách 1988
Chile se účastnilo Letní olympiády 1988 v jihokorejském Soulu v 6 sportech. Zastupovalo ho 17 sportovců (16 mužů a 1 žena).

## Medailisté
| Medaile | Jméno                  | Sport             | Disciplína |
| ------- | ---------------------- | ----------------- | ---------- |
| Stříbro | Alfonso de Iruarrízaga | Sportovní střelba | Skeet      |